# Gdyński Klub Motorowy Bałtyk
Gdyński Klub Motorowy "Bałtyk" – stowarzyszenie sportowe o profilu motocyklowym.

## Historia klubu
Gdyński Klub Motorowy wywodzi się z utworzonego w 1945 Harcerskiego Klubu Motorowego. Założycielem był Erazm Zabiełło, który pełnił też funkcję prezesa w 1952. Nazwę „Bałtyk” nosi nieprzerwanie od 1951. Zawodnicy startowali w wyścigach drogowych, rajdach enduro oraz zawodach motocrossowych. Jednym z najbardziej utytułowanych zawodników klubu był Franciszek Stachewicz.
W 1994 utworzono sekcję wyścigową, od 1995 klub bierze udział w zawodach o Mistrzostwo Polski w wyścigach torowych. W latach 1996–2003 klub był organizatorem corocznego Nadmorskiego Zlotu Motocyklowego o Puchar PZMot, otrzymując w 1998 i 2000 puchar PZMot za najlepiej zorganizowaną imprezę turystyczną. W 2001 był gospodarzem „Ogólnopolskiego Zlotu Motocyklowego z okazji 75-lecia Gdyni”.
W 1999 utworzono w porozumieniu z gdyńskimi ZSBO i ZSM Uczniowski Klub Sportowy „Moto Bałtyk”, skupiający uczniów szkół ponadpodstawowych. W 1999 reaktywowano sekcję enduro, której zawodnicy startują w klasie Quad 4x2 oraz na żużlu w dyscyplinie Speedway Quad. Zawodnicy startują też z sukcesami w polskich i międzynarodowych wyścigach motocrossowych oraz cross country.